# Corydale
Pour les articles homonymes, voir Corydale (homonymie).
Taxons concernés
Dans la famille des Papaveraceae :

des espèces des genres :
- Corydalis
- Pseudofumaria
- Ceratocapnosmodifier

Les corydales sont des plantes herbacées annuelles ou vivaces. Elles appartiennent à des genres de la famille des Papaveraceae selon la classification phylogénétique (APGIII).

## Étymologie
Le mot corydale vient du grec ancien κορυδός (korudós) ou κορυδαλλός (korudallós), cette plante présentant un pétale supérieur en forme d'éperon qui ressemble à l'aigrette des alouettes (le mot grec ancien κορυδός signifie alouette huppée). 

## Description
Les feuilles sont composées, la fleur possède deux lèvres avec un pétale supérieur muni d'un éperon qui lui donne un aspect allongé. Le fruit est une longue gousse.[réf. nécessaire]

## Répartition
On en connaît près de 320 espèces principalement dans les régions tempérées de l'hémisphère nord, appartenant à plusieurs genres.

## Corydalis
- Corydale à bulbe plein - Corydalis solida
- Corydale creuse - Corydalis cava
- Corydale dorée - Corydalis aurea
- Corydale intermédiaire - Corydalis intermedia
- Corydale naine - Corydalis pumila

## Pseudofumaria
- Corydale jaune - Pseudofumaria lutea
- Corydale jaunâtre - Pseudofumaria alba

## Ceratocapnos
- Corydale à vrilles - Ceratocapnos claviculata